# Omalus

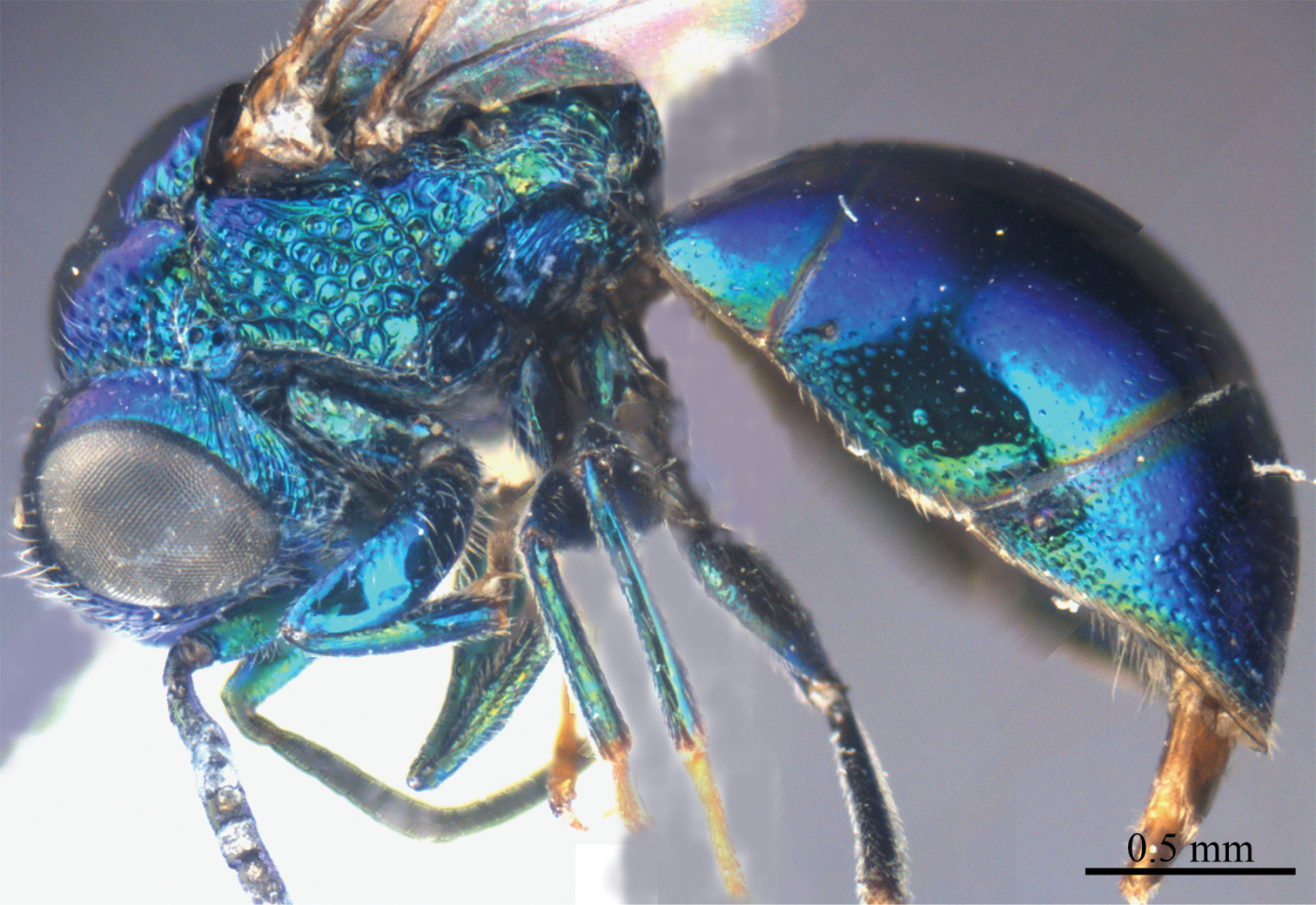
Samica O. pseudoimbecillus

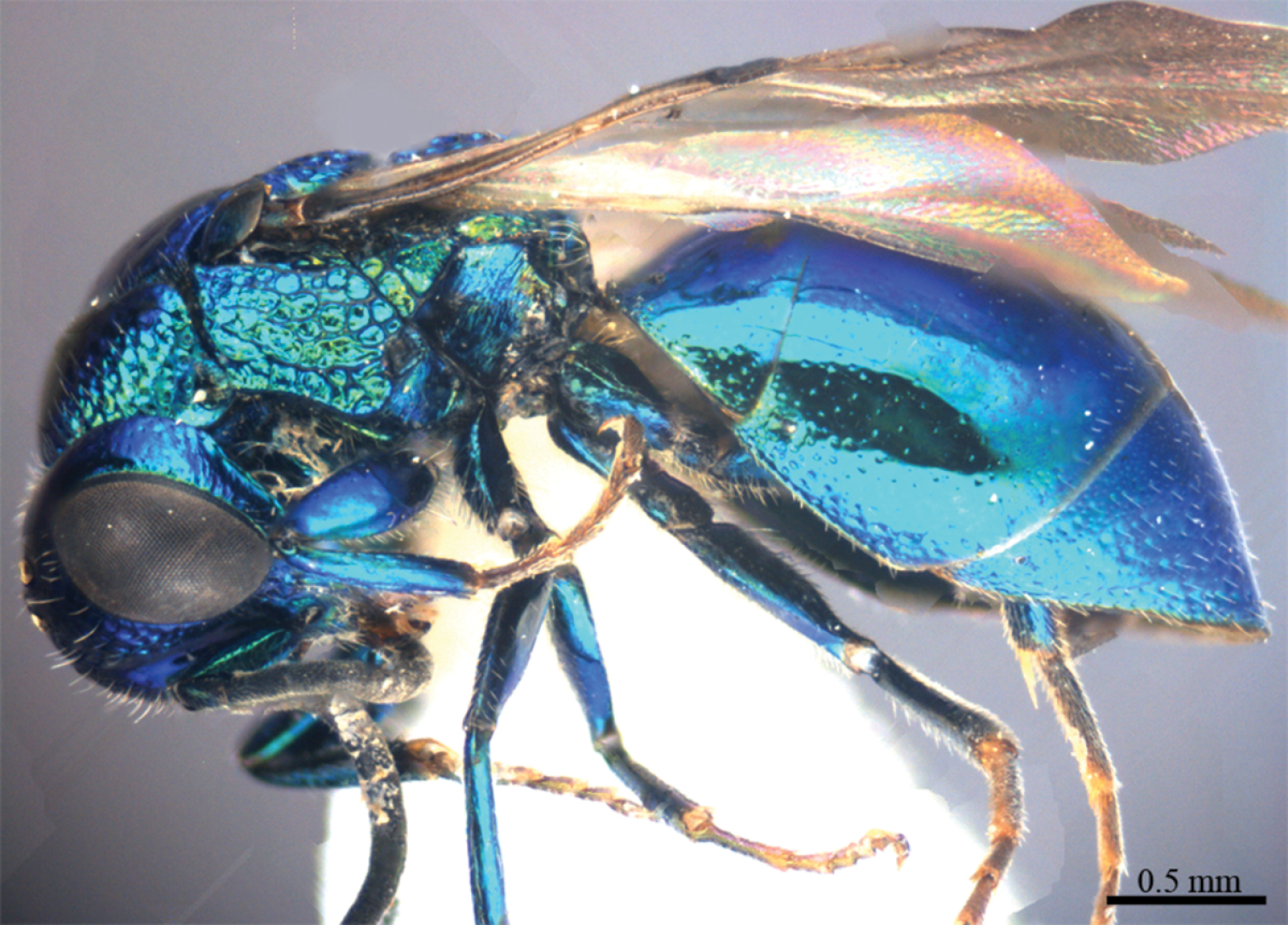
Samica O. helanshanus

Omalus – rodzaj błonkówek z grupy żądłówek i rodziny złotolitkowatych.

## Opis
Za oczami głowa wydłużona i rozszerzona. Wgłębienie między trzonkami czułków (ang. scapal basin) głębokie, gładkie, rzadziej delikatnie rowkowane. Malar space równa lub dłuższa (rzadko krótsza) niż średnica oka i przedzielona poziomo na dwa za pomocą listwy policzkowej. Żuwaczki trójzębowe. Środkowa część przedplecza niepunktowana lub prawie niepunktowana. Na mesopleuronie pojedyncze żeberko grzbietowe, a na przednim brzegu scutellum dwa spłaszczone dołeczki. Zaplecze okrągłe do półkulistego. Na pazurkach stóp od 3 do 6 zębów. Trzeci tergit odwłoka z wycięciem pośrodku. Żyłki ograniczające komórkę dyskoidalną przednich skrzydeł zanikłe, wskutek czego nie jest wyraźnie widoczna. Komórka radialna krótka, szeroko otwarta na końcu.

## Biologia i rozmieszczenie
Przedstawiciele rodzaju podawani są w literaturze jako pasożyty niektórych otrętwiaczowatych. Występują we wszystkich krainach zoogeograficznych z wyjątkiem Australii.

## Systematyka
Rodzaj ten był różnie definiowany przez różnych autorów. Według definicji przyjętej w Fauna Europaea oraz pracy Weia i innych z 2014 roku obejmuje on 26 dotychczas opisanych gatunków, w tym:
- Omalus aeneus (Fabricius, 1787)
- Omalus berezovskii (Semenov-Tian-Shanskij, 1932)
- Omalus biaccinctus (Du Buysson 1892)
- Omalus chlorosomus Lucas 1849
- Omalus helanshanus Wei, Rosa, Liu et Xu, 2014
- Omalus imbecillus (Mocsáry, 1889)
- Omalus magrettii (Du Buysson 1890)
- Omalus miramae (Semenov 1932)
- Omalus potanini (Semenov-Tian-Shanskij, 1932)
- Omalus probiaccinctus Wei, Rosa, Liu et Xu, 2014
- Omalus pseudoimbecillus Wei, Rosa, Liu et Xu, 2014
- Omalus tibetanus Wei, Rosa, Liu et Xu, 2014
- Omalus zarudnyi (Semenov 1932)